# Sytse Douma
Sytse Wybren (Sytse) Douma (Leeuwarden, 1942) is een Nederlands bedrijfskundige en voormalig hoogleraar ondernemingsstrategie aan de Tilburg University.

## Levensloop
Na het Stedelijk Gymnasium Leeuwarden studeerde Douma in 1967 af in toegepaste wiskunde aan de Rijksuniversiteit Groningen. In 1981 promoveerde hij hier op een bedrijfseconomisch proefschrift, getiteld "De financiële steun door de overheid aan individuele ondernemingen in moeilijkheden".
Na zijn afstuderen is Douma in 1967 begonnen als organisatieadviseur bij Berenschot. Van 1974 tot 1977 werkte hij als hoofd van de afdeling financiële diensten bij de bank Pierson, Heldring en Pierson. In 1977 ging hij terug naar de universiteit als wetenschappelijk hoofdmedewerker bij de interfaculteit Bedrijfskunde, waar hij ook promoveerde. Van 1983 tot 1987 was hij hoogleraar Bedrijfseconomie aan de Open Universiteit en van 1987 tot 2007 was hij hoogleraar "Organisatie van de Onderneming" aan de Katholieke Hogeschool Tilburg. Van 2003 tot 2007 was hij tevens decaan van de faculteit Technologie Management aan de Technische Universiteit Eindhoven.
De onderzoeksinteresses van Douma liggen op het gebied van de ondernemingsstrategie en economische organisatietheorie. Hierover schreef hij een negental boeken en zo'n negenenvijftig artikelen.

## Publicaties, een selectie
- 1979. Lineaire programmering als hulpmiddel bij de besluitvorming. 's-Gravenhage : Academic service.
- 1981. Ondernemingsfinanciering en de financiële steun door de overheid aan individuele ondernemingen in moeilijkheden. Leiden ; Antwerpen : Stenfert Kroese.
- 1984. Concurrentie: analyse en strategie. Met Herman Daems. Deventer : Kluwer.
- 1991. Economic Approaches to organizations. 6e editie (2017). Met Hein Schreuder.
- 1992. Analyse van een fusie : strategische, financieel-economische en juridische aspecten van de fusie tussen Nationale-Nederlanden en de NMB Postbank Groep. Met H.G. Barkema en B.T.M. Steins Bisschop. Schoonhoven : Academic Service, Economie en Bedrijfskunde
- 1993. Ondernemingsstrategie. Met Harry Commandeur, Jan Eppink, Hans Krijnen, e.a. Deventer : Kluwer Bedrijfswetenschappen.
- 1994. Basisboek bedrijfskunde : een inleiding in management en ondernemerschap (red.). Schoonhoven : Academic Service, Economie en Bedrijfskunde